# پلیمر

ریزساختاری از قسمتی از ساختار دی‌ان‌ای بَسپار زیستی

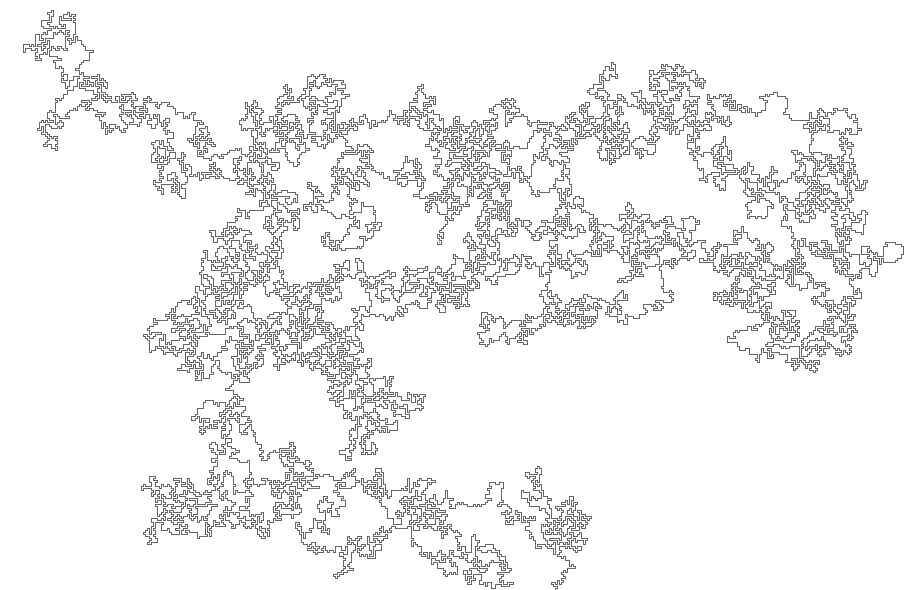

پلیمر (به انگلیسی: Polymer) یا بَسپار، یک درشت‌مولکول است که از تعداد زیادی واحد کوچکتر به نام تکپار تشکیل شده‌است که به صورت زنجیره‌ای به هم متصل می‌شوند. هر دو بَسپار مصنوعی و بَسپار طبیعی نقش‌های اساسی و همه گیر را در زندگی روزمره ایفا می‌کنند. از مواد حاوی بَسپار می‌توان به پشم، ابریشم، پنبه، نشاسته و سلولز اشاره کرد.
واژهٔ بَسپار فارسی است و از دو بخش بَس (بسیار) و پار (پاره، قطعه) ساخته شده‌است. واژه «پلیمر» از دو بخش یونانی «polys» به معنای بسیار و «meros» به معنی قسمت، پاره یا قطعه گرفته شده‌است.

## گونه‌های بسپار

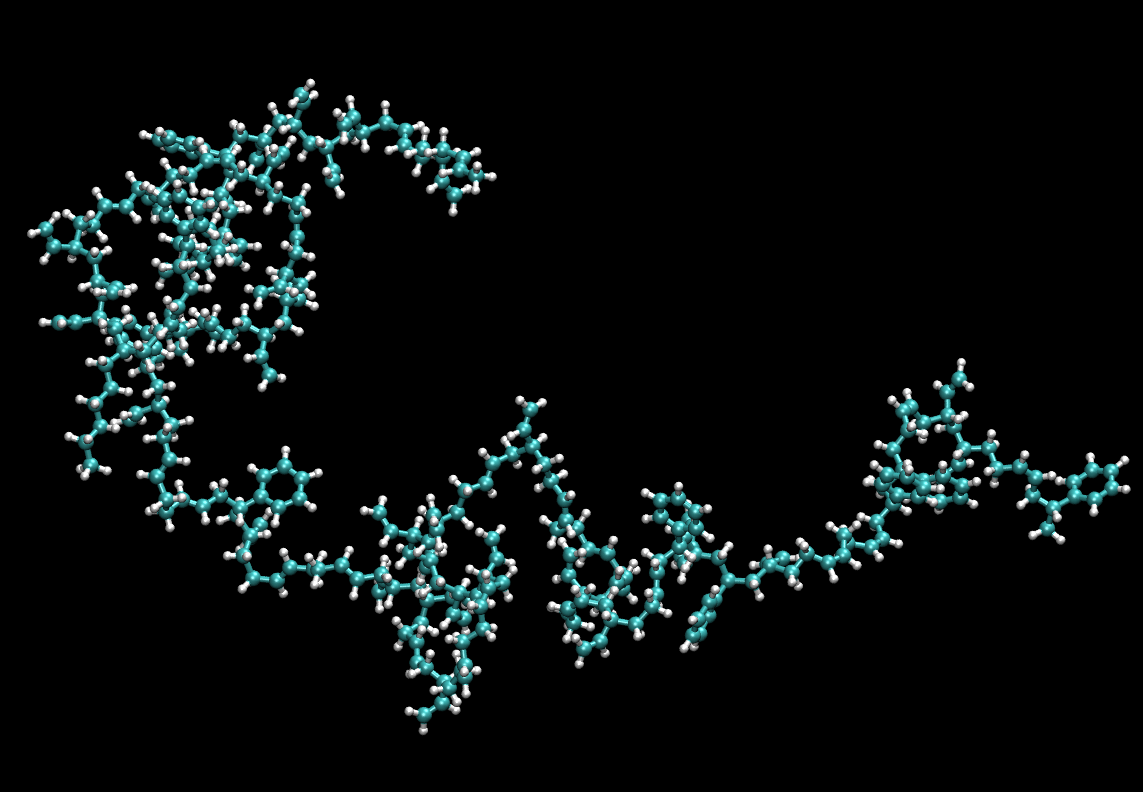
زنجیره لاستیک مصنوعی اتم‌های کربن به رنگ آبی و اتم‌های هیدروژن به رنگ سفید

شمار واحدهای تکرار شونده در یک مولکول بزرگ درجه بسپارش یا درجه پلیمریزاسیون نامیده می‌شود. بسپارهایی که تنها از یک نوع واحد تکرار شونده ساخته‌شده‌اند، جور بسپار و آنهایی که از چند گونه واحد تکرارشونده تشکیل شده‌اند، همبسپار نامیده می‌شوند. گاهی لفظ ترپلیمر نیز برای محصولات حاصل از بسپارش سه تک‌پار به کار می‌رود. در عین حال، در مورد محصولاتی که با بیش از سه تک‌پار بسپارش شده‌اند، لفظ بسپار رایج است.
بیشتر مواد اساسی همچون پروتئین، چوب، کیتین، لاستیک طبیعی، لاستیک مصنوعی و رزینها بَسپار هستند. بسیاری از مواد مصنوعی همچون پلاستیکها، الیاف مصنوعی (نایلون، ریون و…)، چسبها، شیشه و چینی مواد پلیمری هستند.

## دسته‌بندی بسپارها
بَسپارها به دو دسته بَسپارهای طبیعی و بَسپارهای مصنوعی تقسیم می‌شوند. البته بَسپارها را به روش‌های مختلف دیگری نیز دسته‌بندی نیز می‌کنند. دسته‌بندی زیر بر اساس ساختار بَسپار انجام شده‌است. بَسپارهای طبیعی به دو دسته بَسپارهای آلی و معدنی تقسیم می‌شوند. بَسپارهای مصنوعی یا بشر ساخته از طریق واکنش‌های شیمیایی تولید می‌شوند.
بسپارها از نظر اثر پذیری در برابر حرارت به دو دسته گرمانرم ها (ترموپلاستیک‌ها) و گرماسخت‌ها(ترموست ها) تقسیم می‌شوند. گرمانرم‌ها، بَسپارهایی هستند که در اثر گرم کردن ذوب می‌شوند در حالی که گرماسخت‌ها، بسپارهایی هستند که در اثر گرما ذوب نمی‌شوند بلکه در دماهای بسیار بالا به صورت برگشت‌ناپذیری تجزیه می‌شوند.
بسپارها دارای خواص ویسکو الاستیک هستند و منشأ این پدیده، در گرمانرم‌ها گره خوردگی زنجیره‌ها و در گرماسخت‌ها گره خوردگی زنجیره‌ها و اتصالات شبکه‌ای آن‌ها در هم است.

## آلیاژسازی بسپارها
مهم‌ترین دلایل اقتصادی آلیاژسازی بسپارها، عبارتند از:
1. به‌کارگیری بهتر و بیشتر از بسپارهای مهندسی، به وسیلهٔ آمیزش آن‌ها با گونه‌های ارزان قیمت.
2. تهیه مواد با خواص مورد نظر.
3. دست‌یابی به آلیاژهایی با کارایی بالا با استفاده از بسپارهایی که اثرات هم‌افزایی (Synergistic) دارند.
4. تنظیم ترکیب درصد اجزاﺀ آلیاژ با مشخصات مورد نیاز مصرف‌کننده.
5. بازیافت پسماندهای پلاستیک‌های مصرفی و وارد کردن آن‌ها در آلیاژسازی.

نکتهٔ مهمی که وجود دارد این است که انتخاب اجزا آمیزه باید به گونه‌ای باشد که مزایای پلیمر اول پوشانندهٔ معایب پلیمر دوم باشد.

## افزودنی‌های بسپار
افزودنی‌های بسپار یک نوع از افزودنی‌های شیمیایی بتن می‌باشند، این مواد برای تصحیح خواص فراورده‌های بسپاری به کار می‌رود. این مواد عبارتند از:

### نرم‌کننده‌ها
نرم‌کننده‌ها افزودنی‌هایی هستند که انعطاف‌پذیری ماده‌ای را که به آن افزوده می‌شود را افزایش می‌دهد. این مواد علاوه بر صنعت پلیمر در بتون و سیمان نیز کاربرد دارد. نرم‌کننده‌های پلاستیک‌ها معمولاً از دستهٔ فتالات‌ها هستند که انعطاف‌پذیری و دوام پلاستیک را افزایش می‌دهند. عملکرد این مواد به این صورت است که با قرار گرفتن بین مولکول‌های مواد پلیمری فضاهای خالی را افزایش داده و موجب پایین آمدن دمای ذوب بلور و در نتیجه نرم‌تر شدن پلیمر می‌شود.

### پایدارکننده‌ها

#### رنگدانه‌ها
رنگدانه‌ها موادی هستند که برای رنگ کردن و دادن خاصیت رنگی به پلیمر استفاده می‌شود و شامل رنگدانه‌های آلی و معدنی می‌شود.

##### رنگدانه‌های معدنی[۱۴]
رنگدانه‌های غیر آلی، نمک‌های فلزی و اکسیدها هستند. این عوامل رنگزا می‌توانند یک لایه از یک جسم پلاستیکی را با رفتار قابل پیش‌بینی رنگی کنند. بیشتر این عوامل رنگزا دارای ذراتی با ابعاد میانگین بین ۰/۲ تا ۱/۰ میکرومتر هستند.
تولیدکنندگان، رنگ‌های مرغوب را با زدودن ذرات بالاتر از ۵ میکرون، تولید می‌کنند. رنگدانه‌های غیر آلی به جز چند استثناء، مواد خام ارزان قیمت هستند که. به خاطر دوام نسبتاً پایین این رنگ‌ها، این رنگدانه‌ها همیشه بهترین کیفیت را ندارند.

##### رنگدانه‌های آلی[۱۵]
رنگدانه‌های آلی، گسترهٔ وسیعی از لحاظ پیچیدگی ساختاری دارند؛ که ساختار این مواد می‌تواند به سادگی کربن سیاه یا به پیچیدگی ساختار چهارتایی رنگدانه‌های فتالوسیانین باشد. استفاده از رنگدانه‌های آلی در آلیاژها و آمیخته‌های پلیمری به سرعت در حال افزایش است که این افزایش نتیجه‌ای از دیدگاه کاهش مصرف فلزات سنگین است. به‌طور نمونه، دوام رنگدانه‌های آلی ۱۰–۲۰ بار بیشتر از رنگ‌های غیرآلی مورد مقایسه‌است و این به خاطر این است که رنگ‌های آلی ذرات کوچکتری نسبت به رنگ‌های غیر آلی دارند.

## رشته دانشگاهی پلیمر
رشته دانشگاهی پلیمر یکی از گرایش‌های شیمی و مهندسی شیمی می‌باشد. این گرایش تا سال ۱۳۶۲ یکی از گرایش‌های مهندسی شیمی بود اما در حال حاضر به عنوان یک رشته مستقل با دو گرایش صنایع پلیمر و تکنولوژی و علوم رنگ در دانشگاه‌ها و مراکز آموزش عالی ارائه می‌شود، البته هنوز نیز در شماری از دانشگاه‌های کشور مهندسی پلیمر یکی از گرایش‌های مهندسی شیمی است.